# Spinitingis
Spinitingis is een geslacht van wantsen uit de familie van de Tingidae (Netwantsen). Het geslacht werd voor het eerst wetenschappelijk beschreven door Heiss & Guilbert in 2013.

## Soorten
Het genus is monotypisch en bevat alleen de volgende soort:

- Spinitingis ellenbergeri Heiss & Guilbert, 2013